# Suisse centrale
La Suisse centrale (en allemand : Zentralschweiz ou Innerschweiz ; en suisse allemand : Zentralschwiiz ou Innerschwiiz) est une grande région suisse située au nord du massif du Saint-Gothard. On y parle le suisse allemand, et lʼallemand est la langue officielle. Sa plus grande ville est Lucerne.

## Localisation
Selon la classification de l'Office fédéral de la statistique, elle correspond aux cantons de Lucerne, Nidwald, Obwald, Schwytz, Uri et Zoug.
Centre géographique de la Suisse, la Suisse centrale est également le berceau historique de la Suisse (Confédération des III cantons), c'est pourquoi on lui donne aussi le nom de Suisse primitive.